# Chimney Peak
Chimney Peak är en bergstopp i Kanada.   Den ligger i provinsen Alberta, i den centrala delen av landet, 3 000 km väster om huvudstaden Ottawa. Toppen på Chimney Peak är 3 002 meter över havet. Chimney Peak ingår i Bow Range.
Terrängen runt Chimney Peak är huvudsakligen bergig, men den allra närmaste omgivningen är kuperad.Trakten runt Chimney Peak är nära nog obefolkad, med mindre än två invånare per kvadratkilometer.. Närmaste större samhälle är Lake Louise, 17,7 km norr om Chimney Peak. 
Trakten runt Chimney Peak består i huvudsak av gräsmarker.